# 로버트 굴레이

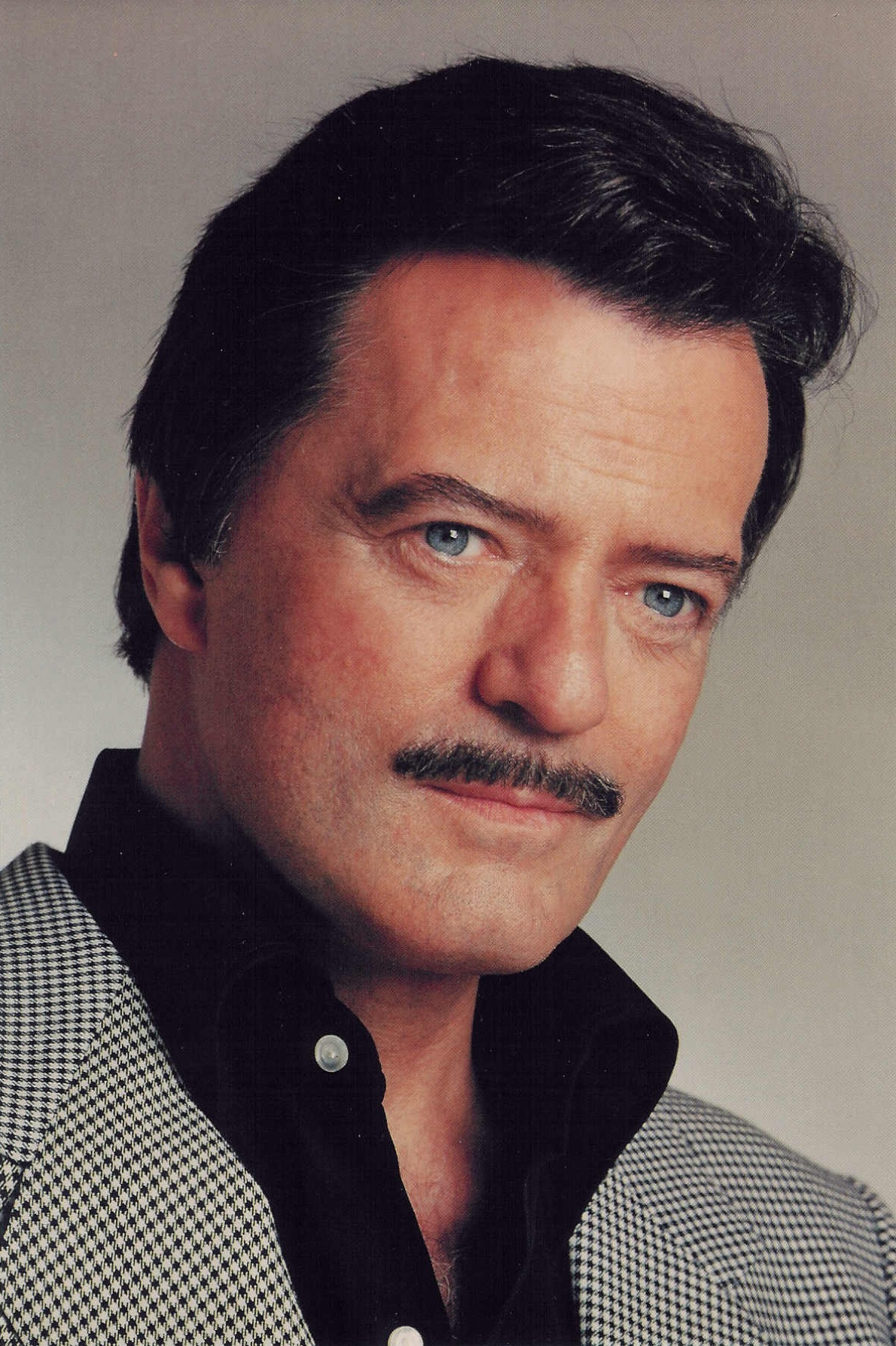
로버트 굴레(1988년)

로버트 굴레이(영어: Robert Goulet, 1933년 11월 26일 ~ 2007년 10월 30일)는 미국의 프랑스 계 남성가수이다. 매사추세츠주의 로렌스에서 태어났다. 교회의 성가대에서 노래를 불렀으나, 14세 때 부친이 사망하자 모친과 함께 캐나다로 이주하였다. 고등학교에서 음악과 연극에 놀라운 재능을 보여 텔레비전이나 뮤지컬에 출연하는 등으로 그 활약이 대단하였다. 1954년에 뉴욕으로 진출하여 1959년에 뮤지컬 《카멜롯》의 주연에 발탁된 이후로 핸섬한 외모와 뉘앙스가 짙은 바리톤 목소리로 압도적인 인기를 얻었다. 또한, 영화 《블루 라이트 작전》과 성우 주연을 맡은 만화영화 《내 사랑 뮤제트》 및 그 밖의 영화에도 출연하여 여성 팬이 많았다. 대표적인 음반으로는 《마이 네임》, 《뮤지컬 앨범》 등이 있다.